# 佐々木久二
佐々木 久二（ささき ひさじ、1878年（明治11年）2月14日 - 1952年（昭和27年）5月13日）は、日本の実業家、政治家。衆議院議員（1期）。

## 経歴
福井県丹生郡大森村（現福井市）で、佐々木又左衛門の二男として生まれる。1905年7月、東京帝国大学法科大学法律学科（独法）を卒業した。
実業界では、東海紙料常務取締役、京浜電力常務取締役、福井興業社長、東北電力取締役、中央電力取締役などを務めた。
1924年5月、第15回衆議院議員総選挙に福井県第四区から出馬したが、憲政会の土生彰に敗れた。1928年2月、第16回総選挙では福井県全県区から立憲政友会所属で出馬し当選。請願委員、予算委員、資源調査法案委員を務め、衆議院議員に一期在任した

## 親族
- 妻 佐々木清香（尾崎行雄長女）[4]